# Матансас
Мата́нсас (ісп. Matanzas, МФА: [maˈtansas]) — муніципалітет і місто на Кубі, Матансаська провінція. Адміністративний центр провінції. Розташоване на березі Флоридської протоки за 90 км на схід від Гавани і 32 км на захід від великого курортного міста Варадеро. Головна окраса міста — Матансаський собор. Населення — 143 706 чоловік (2004). Прізивська — «місто мостів» (їх 17), «кубинська Венеція», «кубинські Афіни».

## Історія

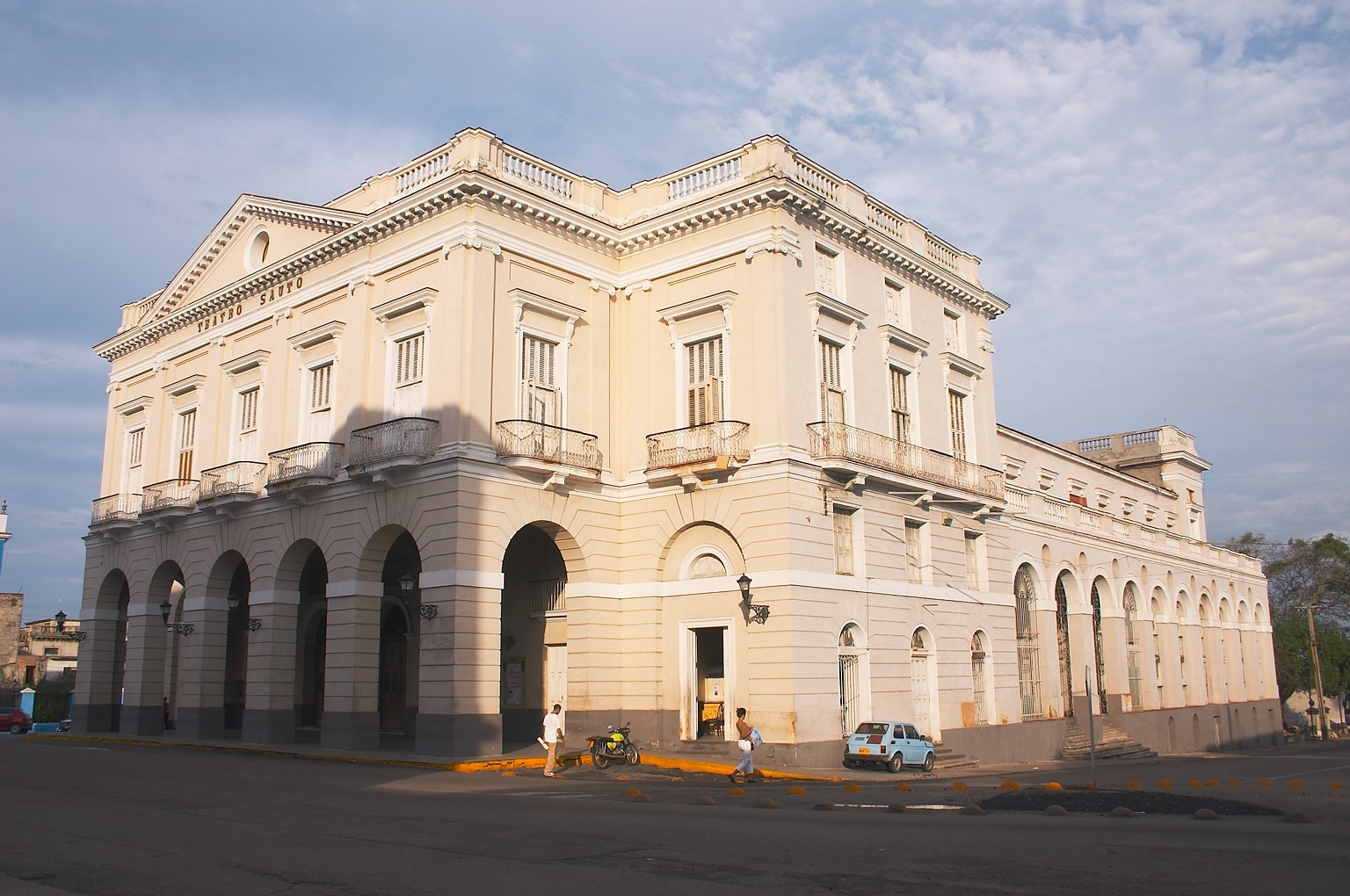
Театр Саут

Засноване в 1693 під назвою Сан-Карлос-і-Сан-Северіно-де-Матанзас (San Carlos y San Severino de Matanzas). Історично місто було одним з найбільших центрів цукрової промисловості на острові і його населяла значна кількість негритянського населення, до 1841 року 62,7 % жителів. В Матанзасі найкраще збереглися афрокубинські культурні традиції. У 1898 році Матанзас став першим кубинським містом, підданим бомбардуванню американським флотом. Культурне значення Матанзаса пов'язано з його багатою своєрідною архітектурою (особливо каналами і мостами) і роллю в історії кубинської літератури. Із заснуванням в місті друкарні (1813) Матанзас привернув до себе увагу поетів і драматургів, у місті закипіла культурне життя. У Матанзасі творив кубинський національний поет Хосе Маріа Ередіа, безліч інших літераторів; в місті було засновано кілька театрів, на сцені найвідомішого з яких, «Театр Саут», згодом виступали Сара Бернар і Анна Павлова  [Архівовано 26 жовтня 2011 у Wayback Machine.]. З вкладу Матанзаса в кубинську культуру XX століття можна виділити ансамбль  en: La Sonora Matancera.

## Релігія
- Центр Матансаської діоцезії Католицької церкви.

## Пам'ятки
- Матансаський собор

## Відомі люди
У місті народилися:
- Андрес Альдама (* 1956) — олімпійський чемпіон з боксу.
- Найло Круз (* 1960) — кубинсько-американський драматург і педагог.
- Гектор Ломбард (* 1978) — кубинський спортсмен.